# NGC 6343
NGC 6343 este o galaxie situată în constelația Hercule. A fost descoperită în 21 aprilie 1887 de către Lewis A. Swift. Se află la o distanță de 118,61 megaparseci de Pământ.